# Sorrento FC
Der Sorrento Football Club ist ein australischer Fußballverein aus Duncraig, einem Vorort der der westaustralischen Hauptstadt Perth. Der 1971 gegründete Verein spielte erstmals 1988 in der höchsten westaustralischen Spielklasse, Erfolge gelangen allerdings erst nach der Jahrtausendwende. Neben vier Meistertiteln wurde auch drei Mal der westaustralische Pokalwettbewerb gewonnen. 

## Erfolge
- Staatsmeisterschaft von Western Australia (4): 2001, 2006, 2008, 2012
- Pokalsieger von Western Australia (3): 2011, 2012, 2015